# 村上寛
村上 寛（むらかみ ひろし、1948年3月14日 - ）は東京都出身のドラマー。

## 略歴
1967年に本田竹広トリオで活動を始める。その後、菊地雅章、渡辺貞夫などのグループに参加。
1978年から、本田竹広、峰厚介らとジャズ・フュージョングループとして人気を博したネイティブ・サンを結成。1989年に、Four Sound（板橋文夫、井野信義、村上寛）を結成。このグループではプロデューサーも兼ねている。
1997年からの2年間、NHK－BSジャズ喫茶にレギュラー・ドラマーとして出演している。その後は、ケイ赤城トリオ、岡田勉カルテットなどで活動。

## ディスコグラフィ

### リーダー作品
- 「Dancing Sphinx（ダンシング・スフィンクス）」
- 「VIVO!」